# Esbjörn Pedersson (Lilliehöök)
Esbjörn Pedersson (Lilliehöök), död 28 december 1580, var en svensk fogde, häradshövding och ståthållare.

## Biografi
Esbjörn Pedersson (Lilliehöök) var son till häradshövdingen Peder Bryntesson (Lilliehöök) och Ragnild Andersdotter. Han var från 16 februari 1551 till 1554 fogde i Bobergs härad och från 1555 till 1560 fogde på Stegeborgs slott. Esbjörn Pedersson var 27 juni 1559 häradshövding i Bobergs härad och från 1565 till 1567 vikarierande ståthållare i Östergötland. Från år 1566 till år 1568 hade han Näs härad i Värmland som förläning och fick 29 oktober 1568 Mems slott i förälning och 3 november 1572 Mems gård till evärderlig egendom. Han blev 23 december 1567 ryttmästare för Upplandsadeln och Östgötaadeln. Bevistade mötet i Vadstena i juli till augusti 1568 och mötet i Stockholm hösten 1568.
Esbjörn Pedersson blev 17 augusti 1577 tillsammans med två andra personer ståthållare i hertig Karls furstendöme. Han blev 1578 slottsloven på Nyköpings slott och 6 mars 1579 åter ståthållare i nämnda furstendöme. Esbjörn Pedersson avled 1580.
Esbjörn Pedersson kallas i hertig Karls anteckningar "en god gammal ädel man".

### Egendom
Han ägde Mems slott i Tåby socken och Sjösa i Svärta socken, som han ärvde 1571 efter sin svärmoders död.

### Familj
Esbjörn Pedersson gifte sig 9 februari 1578 i Söderköping med Agneta Arentsdotter (död 1602), dotter till Arent Persson (Örnflycht) och Sigrid Kyle. Agneta Arentsdotter var änka efter fogden Joen Karlsson (blå falk) på Kalmar slott. Lilliehöök Agneta Arentsdotter fick tillsammans barnen tullnären Per Esbjörnsson och Ebba Esbjörnsdotter (död 1602) som var gift med ståthållaren Jost Kursell (Kürtzall) i Närke.
Agneta Arentsdotter var 1583 hovmästarinna hos hertiginnan Maria av Södermanland. Hon avled den 24 januari 1602 och ligger begravd i Svärta kyrka.